# 페락 FA II
페락 FA II(Persatuan Bola Sepak Perak II)는 말레이시아의 축구단이다.

## 역사
페락 FA II는 2015년 PKNP FC라는 이름으로 창단되었으나 2019년 페락 FA의 리저브팀이 되었다.

## 선수 명단

### 역대
틀:말레이시아 프리미어리그